# Синдром информационной усталости
Синдром информационной усталости (англ. Information fatigue syndrome) — понятие, отражающее специфическое психологическое состояние человека, которое ведёт к неверным оценкам реальности, ложным умозаключениям и к принятию неудовлетворительных, ошибочных решений. Термин ввёл в оборот американский нейрофизиолог Дэвид Льюис в 1996 году.

## Сущность понятия
В XXI веке бешеная скорость развития технологий и большие объёмы информации препятствуют концентрации внимания. Для описания этой культурной проблемы всё чаще применяют термин «синдром информационной усталости». Информационная усталость является причиной резкой смены настроения человека, вызывает необоснованные решения и поступки. Мозг перенасыщен информацией, он перегружен и находится в состоянии тревоги, что приводит к неспособности адекватно воспринимать и перерабатывать необходимый объем поступающей информации. Часто слишком большой объём информации приводит к «аналитическому параличу». Дэвид Льюис характеризовал данное явление как поступательный процесс, которому присущи следующие черты: 1) постоянная тяга к новой информации и к её потенциальным источникам; 2) хроническая бессонница и тревога за новый день (человек начинает размышлять, всё ли он сделал верно в течение дня, постоянное анализирование); 3) снижение способности принимать обдуманные решения (нет времени на то, чтобы обдумать поступившую информацию).

## История
Проблема информационной перенасыщенности не нова: ещё мудрецы античности указывали на её отрицательные рассеивающие внимание эффекты. Например, римский философ Сенека в «Нравственных письмах к Луцилию» так отзывался об этой проблеме:

«Во множестве книги лишь рассеивают нас. Поэтому, если не можешь прочесть все, что имеешь, имей столько, сколько прочтешь, — и довольно. „Но, — скажешь ты, — иногда мне хочется развернуть эту книгу, иногда — другую“. — Отведывать от множества блюд — признак пресыщенности, чрезмерное же разнообразие яств не питает, но портит желудок. Потому читай всегда признанных писателей, а если вздумается порой отвлечься на другое, возвращайся к оставленному»

Изречения такого рода звучат в унисон со словами ранних раввинов, которые ссылались на книгу Екклесиаста: «составлять много книг — конца не будет, и много читать — утомительно для тела».
Шло время, с развитием технологий появился печатный станок. Реакция же на это изобретение имела весьма противоречивый характер. Так, философ-гуманист Эразм Роттердамский риторически вопрошал: «Осталось ли еще место на земле, где бы не было туч новых книг?», предостерегая людей о последствиях неограниченного чтения. В связи с появлением огромного количества новых книг, появилась проблема выбора и осмысления. В 1600 году известный английский писатель Барнаби Рич напишет следующее: «одна из величайших зараз нашего времени — обилие книг, настолько переполнивших мир, что тот не способен осознать и прочесть все эти горы пустой породы, каждый день лишь увеличивающиеся».

С течением времени проблема избытка информации становилась острее, однако серьезным изучением его влияния на мозг человека начали заниматься лишь в XX веке. Первым, кто обратил внимание на проблему информационного перенасыщения общества и изучил ее с научной точки зрения был Бертрам Гросс, который ввел в публичный оборот термин «информационная перегрузка» в своей книге «Управление организацией» в 1964 году. Популяризировал же этот термин в своей работе «Шок будущего» Элвин Тоффлер, американский философ, социолог и футуролог, один из авторов концепции постиндустриального общества. Он утверждает следующее: «Когда человек погружается в быстро и нерегулярно меняющуюся ситуацию или новый насыщенный контекст, его предсказательная точность падает. Он больше не может сделать достоверную оценку, от которой зависит рациональное поведение». Эту концепцию в своей работе «Information anxiety» расширил создатель концепции информационной архитектуры и конференции TED Ричард Вурмэн. Исследования в данной области усилились в эпоху расцвета интернет-технологий, когда проблема информационной перенасыщенности стала наиболее актуальной.

## Основные симптомы
Синдром информационной усталости приводит к следующим психологическим и физиологическим проблемам:
- Ослабление концентрации
- Стресс (и связанные с ним проблемы)
- Усталость
- Агрессивность к окружающим[7]

## Влияние на различные сферы жизни

### В социальной сфере
Огромное количество информации породило появление информационного вандализма, возросло количество преступлений против личности, общества и государства: участились акты противоправных действий с использованием ИКТ (информационно-коммуникационных технологий) против объектов информационной инфраструктуры, в сфере «цифровой» экономики; Получили распространение понятия информационного терроризма и Информационных войн.

### В образовании
Данная проблема воздействует и на образование: трудно получить качественные и достоверные сведения среди множества разнородных и противоречивых источников в процессе обучения. Появляется возможность представить технически доступную информацию в качестве полученного знания, что снижает мотивацию к самостоятельному обучению и генерацию нового знания.

### В личностной сфере
Появляется зависимость от телевидения, компьютерных игр и Интернета, все чаще человек показывает полную неспособность осознанно выбирать информацию; «лёгкая социальность» — особая форма отношений в Интернете, которая ни к чему не обязывает и носит «маскарадный» характер;

### В культуре
Сетевой принцип распространения культуры привел к ее фрагментарности, виртуальности как созданной второй реальности. Кроме того происходит снижение интереса к сути вещей при гипертрофии значения образа, человек удаляется от реальности. Происходит доминирование визуального над смысловым, культура становится технократичной и проявляется через технические средства, и, опираясь на ИКТ, создает иллюзию того, что приобщение к массовой культуре делает человека частью культуры. Массовая культура становится доминирующим типом культуры.

### В экономике
Спам, огромное количество ненужной информации, наносит обществу серьезный финансовый ущерб. Для крупной корпорации это сотни гигабайт мусора в год. Получения сообщений такого рода — это затрата времени на очистку электронной почты, лишняя загрузка оборудования. Получая в день десятки нежелательных писем и знакомясь с ними, служащий теряет драгоценные часы для ответа на действительно важные сообщения. Так, например, Китай оценивает свои ежегодные потери от спама в 756 млн долл, а убытки мирового сообщества составляют согласно исследованиям всемирной исследовательской компании Terris Research 50 млрд долл.

## Критика
Многие современные деятели в области литературы и психологии подтверждают существование синдрома информационной усталости. В своей книге Lost Art of Reading Дэвид Улин пишет: «Я страдаю от постоянного опьянения информацией, мне постоянно кажется, будто совсем рядом есть еще что-то, что заслуживает моего внимания. А на самом деле это просто несвязанные друг с другом шуточки, остроумные замечания, какие-то информационные фрагменты — и все это только обостряет беспокойный характер нашего века». Многие соглашаются с такой позицией: автор книги The Shallows Николас Карр пишет, что «внимание его рассеивается уже через две-три страницы». Похожую точку зрения высказывает писатель Тим Паркс: «мы живем, постоянно на что-то отвлекаясь и растрачивая впустую ту особенную энергию, которая так нужна для чтения серьезного литературного произведения».
Британский писатель Нико МакДональд, изучающий интернет-культуру, считает информационное перенасыщение следствием явления Paradigm Underload: то есть перед обществом сегодня стоит не вопрос количества информации, а вопрос разработки парадигм, которые позволят «фильтровать, приоритизировать, структурировать и понимать информацию».

## В литературе
В рассказе Станислава Лема «Путешествие шестое, или Как Трурль и Клапауций Демона Второго Рода создали, дабы разбойника Мордона одолеть» из цикла «Кибериада» главные герои соблазняют поймавшего их любознательного разбойника прибором, с помощью которого можно узнать всю информацию в мире. Новый хозяин прибора остаётся наедине с самим собой, навсегда поглощённый чтением лавины текста.